# Hush (Billy Joe Royal)
Hush è una canzone scritta dal compositore e musicista Joe South per il cantante statunitense Billy Joe Royal, pubblicata come singolo dalla Columbia Records nell'agosto del 1967. Ebbe un buon successo commerciale raggiungendo la posizione numero 52 della Billboard Hot 100 negli Stati Uniti.

## Tracce
7" Single A|B Columbia 4-44277 [us, ca]
7" Single A|B CBS 3044
1. Hush – 2:38 (Joe South)
2. Watching from the Bandstand – 3:23 (Freddy Weller, South)

7" Single A|B CBS CBS S 8204
1. Hush – 2:38 (South)
2. Down In The Boondocks – 2:32 (South)

## Classifiche
| Classifica (1967/68) | Posizione massima |
| -------------------- | ----------------- |
| Belgio (Fiandre)     | 11                |
| Germania             | 12                |
| Paesi Bassi          | 5                 |
| Stati Uniti          | 52                |
| Svizzera             | 2                 |

## Versione dei Deep Purple
La canzone è stata successivamente reinterpretata dalla rock band britannica Deep Purple nel loro album di debutto Shades of Deep Purple del 1968 e nel singolo Hush!/One More Rainy Day.

## Versione dei Gotthard
La rock band svizzera Gotthard ha registrato una propria versione della canzone per il suo eponimo album di debutto Gotthard nel 1992. È stata estratta come secondo singolo dell'album nel novembre dello stesso anno, e ha raggiunto la posizione numero 26 della classifica svizzera il 3 gennaio 1993. È stato pubblicato sia singolarmente che come doppio lato A su vinile insieme a Downtown. La canzone è stata inoltre accompagnata da un video musicale in cui si vedono gli stessi membri dei Gotthard mentre eseguono il brano dal vivo.

### Tracce
CD-Maxi Ariola 74321-11872-2
1. Hush – 4:04 (South)
2. Lonely Heartache (Live) – 4:01 (Steve Lee, Leo Leoni)
3. Mean Street Rocket – 3:53 (Lee, Leoni, Chris von Rohr)

12" RCA – GOTT 1
1. Downtown – 3:04 (Lee, Leoni)
2. Hush – 4:04 (South)

### Classifiche
| Classifica (1993) | Posizione massima |
| ----------------- | ----------------- |
| Svizzera          | 26                |

## Versione dei Kula Shaker
La rock band psichedelica britannica Kula Shaker ha registrato una propria versione della canzone, pubblicata come singolo nel febbraio del 1997. Si è rivelato il maggior successo del gruppo, piazzandosi al secondo posto in classifica nel Regno Unito. Ha inoltre raggiunto la posizione numero 19 della Mainstream Rock Songs negli Stati Uniti. Questa versione è stata inclusa nella colonna sonora del film So cosa hai fatto dello stesso anno e nel trailer cinematografico di Kingsman - Secret Service nel 2014.

### Tracce
CD-Maxi Columbia 664459 2
1. Hush – 2:59 (South)
2. Raagy One (Waiting For Tomorrow) – 4:27 (Crispian Mills)
3. Under The Hammer – 3:47 (Mills)
4. Smart Dogs (Live At Aston Villa Leisure Centre) – 3:47 (Mills)
5. Knight On The Town (Live At The London Astoria) – 3:35 (Mills)
6. Govinda (Live At Plymouth Pavilion) – 8:08 (Mills)

### Classifiche
| Classifica (1997)             | Posizione massima |
| ----------------------------- | ----------------- |
| Belgio (Fiandre)              | 18                |
| Irlanda                       | 8                 |
| Paesi Bassi                   | 34                |
| Regno Unito                   | 2                 |
| Stati Uniti (mainstream rock) | 19                |

## Nella cultura di massa
La versione dei Deep Purple è stata utilizzata in diversi film. Tra questi:
- 1995 – Apollo 13
- 2004 – Beyond the Sea
- 2006 – I figli degli uomini
- 2008 – Strange Wilderness
- 2009 – Il maledetto United
- 2017 - 7 sconosciuti a El Royale
- 2019 - C'era una volta a... Hollywood

La canzone appare nel terzo episodio della seconda stagione della serie televisiva Prison Break.
I videogiochi di sparatutto Battlefield Vietnam e Spec Ops: The Line includono Hush dei Deep Purple nella propria colonna sonora.
La versione dei Deep Purple appare inoltre come traccia suonabile nella versione per Xbox 360 del videogioco simulatore di strumenti Guitar Hero II.
La canzone è stata utilizzata in alcuni spot pubblicitari della Jaguar XF nel 2008.
Appare inoltre nel film La rivolta delle ex, in cui viene eseguita da Gavin Rossdale, così come nel film Il maledetto United, in sottofondo ad alcuni filmati che mostrano i gol del Derby County.
Una versione in lingua francese è stata registrata da Johnny Hallyday con il titolo Mal, nel 1968.